# 戴維·達奎斯特
戴維·達奎斯特（英語：H. David Dalquist，1918年5月25日—2005年1月2日），是一名美國發明家和化學工程師。
戴維·達奎斯特畢業於明尼苏达大学，並在第二次世界大战中擔任了美國海軍的太平洋雷达技术员。1948年，達奎斯特和他的妻子多蘿西採購了哥伦布的鋁製品，並以北歐器具的名義開始生產烘焙食品。起初北歐器具的產品是為了促進斯堪的纳维亚特色商品，包含羅斯特餅乾、克魯姆克、銀煎餅盤和金蘋玫。
1950年代初，達奎斯特設計了圓環平底鍋。1966年圓環蛋糕成為大眾歡迎後，皮爾斯伯里公司的“福奇蛋糕隧道食譜”獲得第二名。達奎斯特後來以“皮爾斯伯里”授予他們蛋糕混合的名字，也協助發展热固性炊具和烤盤塑料用於微波。

## 外部連結
- Nordic Ware website （页面存档备份，存于）
- History of the Bundt Pan and Recipe for the Tunnel of Fudge Cake （页面存档备份，存于） at The American Table
- 在Find a Grave上的戴維·達奎斯特